# إعصار هاجيس (2019)
كان إعصار هاجيبس (ha-GI-bis ، [hɐˈgibis] ؛ الكلمة الفلبينية التي تعني «السرعة» أو «السرعة») إعصارًا استوائيًا كبيرًا وقويًا كان يعتبر الإعصار المدمر الذي ضرب منطقة كانتو باليابان منذ إيدا في 1958. تسبب هاجيس في تأثيرات إضافية على اليابان، بعد أن ضرب Faxai نفس المنطقة قبل شهر واحد. العاصفة المسماة التاسعة عشر والإعصار التاسع في موسم الأعاصير في المحيط الهادئ عام 2019، تطورت هاجيس من موجة استوائية تقع على بعد مئات الأميال شمال جزر مارشال في 2 أكتوبر. وصل النظام إلى حالة العاصفة المدارية في أواخر 5 أكتوبر حيث سافر غربًا. بعد ذلك بفترة وجيزة، خضع هاجيبس لفترة من التكثيف السريع، مما أدى إلى ارتفاع هاجيب إلى ذروته في 7 أكتوبر. بعد الحفاظ على ذروة شدة لمدة ثلاثة أيام تقريبا، بدأ هاجيس في الضعف بسبب بيئة أقل مواتاة. في 12 أكتوبر، وصل هاجيس إلى اليابسة في شبه جزيرة إيزو كإعصار مكافئ من الفئة 2. أصبح هاجيس خارج المدارية في اليوم التالي.

ما زال يتعافى من آثار Faxai، تسببت هاجيس في أضرار واسعة النطاق في جميع أنحاء اليابان، ولا سيما في منطقة كانتو. اعتبارًا من 18 أكتوبر 2019، تأكد وفاة 78 شخصًا على الأقل وفقد 9 آخرين في اليابان. في وقت مبكر من يوم 12 أكتوبر، أدى هاجيس إلى إعصار في مدينة إيتشيهارا. قبل حوالي نصف ساعة من وصول هاجيب إلى اليابسة، وقع زلزال بقوة 5.7 درجة قبالة ساحل ولاية تشيبا، مما زاد من خطورة الحالة الخطيرة.

## استعدادات

### اليابان

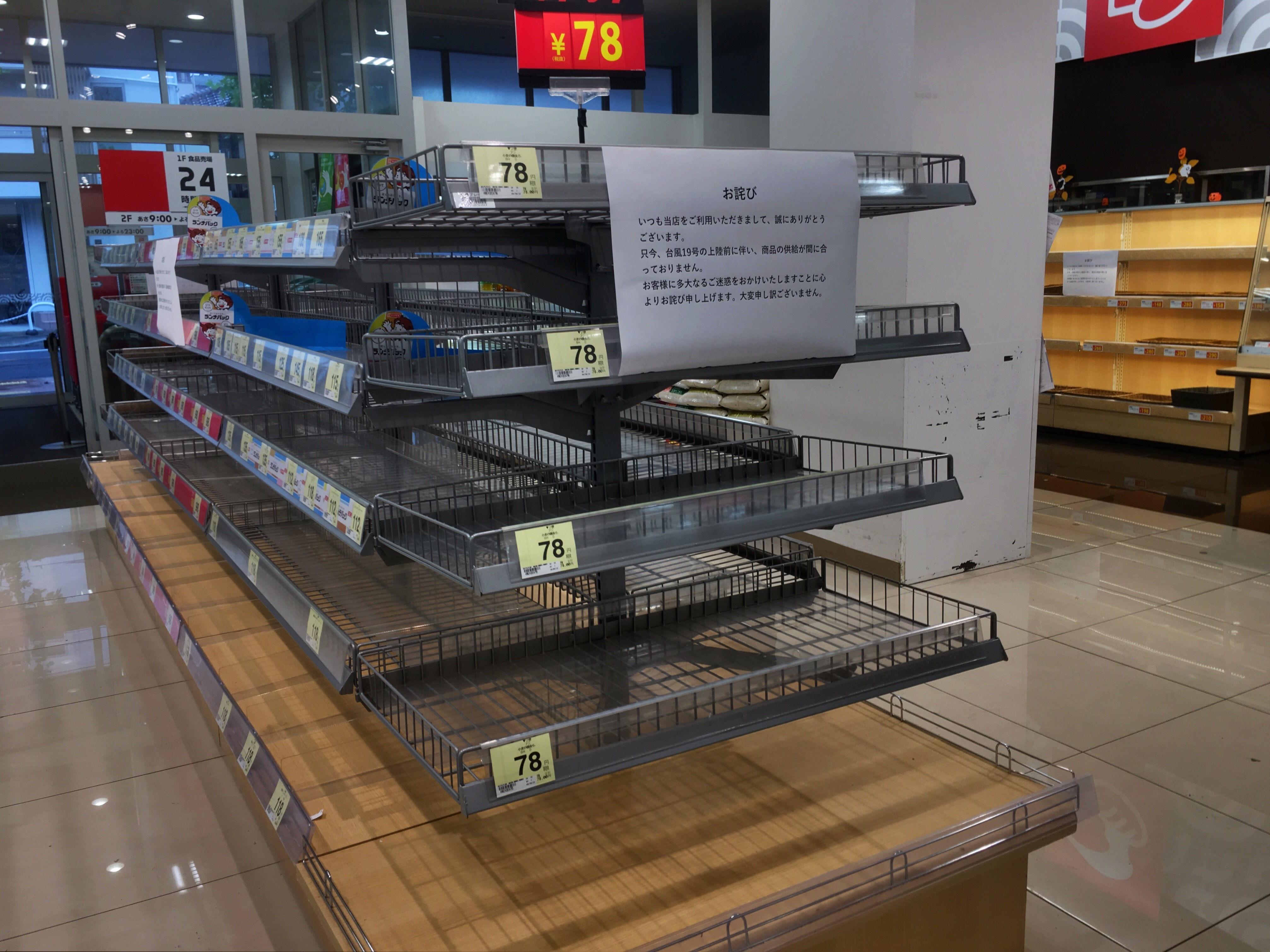
الرفوف في المتاجر في جميع أنحاء طوكيو أزيلت بسرعة، كما اشترى الناس الإمدادات قبل هاجيس جعل اليابسة.

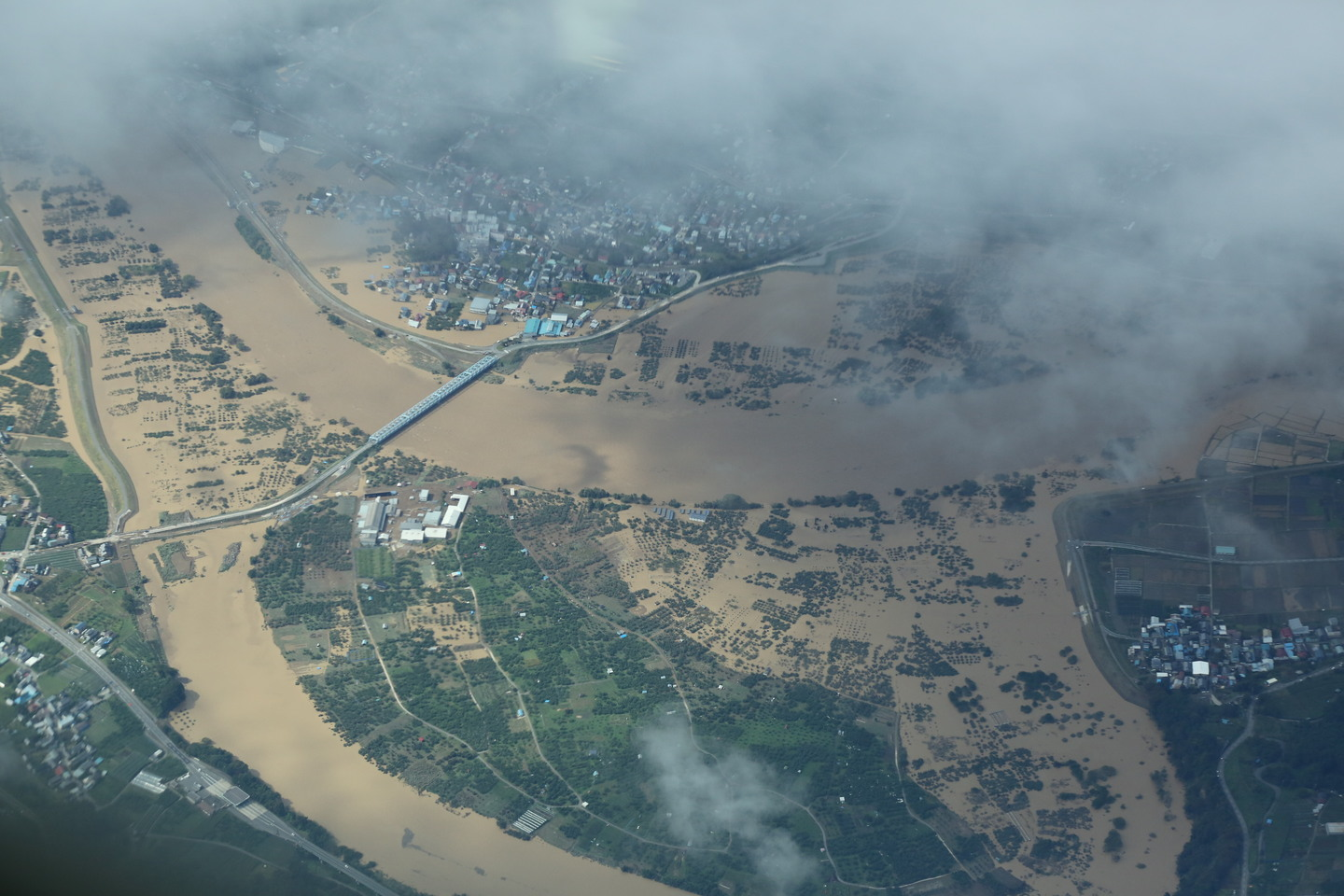
منظر جوي للفيضانات في ناغانو باليابان.

دعت التوقعات في جميع أنحاء شرق وغرب وشمال اليابان إلى رياح قوية وأمطار غزيرة من المحتمل أن تسبب فيضانات وانهيارات طينية. JR Group وJapan Airlines وAll Nippon Airlines مع وقف التنفيذ للخدمات. وقال ياسوشي كاجيوارا، المسؤول عن الطقس في JMA ، «إنه وضع من المستوى الخامس؛ ربما حدثت بالفعل كارثة ما. ينصح الناس بشدة بالعمل لحماية حياتهم على الفور.» تم إصدار أوامر الإخلاء لأكثر من 800000 أسرة في 11 ولاية. أخذ أكثر من 230,000 شخص النصيحة للتوجه إلى ملاجئ الإخلاء.

## روابط خارجية
- موقع وكالة الأرصاد الجوية اليابانية
- موقع مركز تحذير الأعاصير المشترك